# دیسوتو (خودرو)
دیسوتو (انگلیسی: DeSoto) شرکت خودروسازی آمریکایی است، که در سال ۱۹۲۸ تأسیس شد.